# Hammerwhore
Hammerwhore ist eine US-amerikanische Thrash-Metal-Band aus Alice, Texas, die 2001 gegründet wurde, sich 2007 auflöste und seit 2013 wieder aktiv ist.

## Geschichte
Die Band wurde im November 2001 vom Gitarristen und Sänger Joe Gonzalez gegründet, während er Lieder für seine damalige Band Sempiternal schrieb. Da er jedoch schnell merkte, dass das Material für diese Band nicht geeignet war, begann er damit, die Lieder mit einem Drumcomputer aufzunehmen und über einen Bandnamen für sein neues Projekt nachzudenken. Er entschied sich gegen die Namen „Razer“ und „Turbatis“ und für „Hammerwhore“. Er schrieb als erstes das Lied Slave to Hell, dem sich Loyal to War und Heavy Metal Destroyers anschlossen. Als Bassist wurde der Sempiternal-Gitarrist Andy Gonzalez hinzugefügt. Da die Gruppe vor ihrem ersten Auftritt am 23. März 2002 auf dem Into the Pit Festival keinen geeigneten Schlagzeuger finden konnte, sprang Joes Bruder Paul ein. Als Sänger war Bryan Ferguson in der Besetzung. Hierbei coverte die Gruppe auch Running Wilds Under Jolly Roger und Grim Reapers See You in Hell. Gegen Ende des Frühlings war die Band immer noch ohne einen permanenten Schlagzeuger und Ferguson hatte die Besetzung verlassen, um mit Scott Workmann der Band Mangled Meat zu gründen. Workman war zu dieser Zeit auch kurzzeitig Gitarrist bei Hammerwhore gewesen. Im Sommer desselben Jahres nahm die Band das Demo Devotion to Violence auf, das drei Lieder enthält. Bereits im Herbst wurde das nächste Demo namens Mercyless Brutality aufgenommen, das sieben Songs, darunter die drei Lieder des vorherigen Demos, enthält. Im April 2003 kam Eric Pena als Schlagzeuger hinzu. Daraufhin schlossen sich weitere lokale Auftritte an. Im November begab sich die Band zu Onyx Recordings, um dort ein selbstbetiteltes Lied aufzunehmen. 2004 wurden Auftritte in der weiteren Umgebung abgehalten und Carlos Llanas kam als zweiter Gitarrist hinzu. Durch die Demos wurde im selben Jahr ein Plattenvertrag bei Witches Brew Records erreicht. Die Gruppe begab sich daraufhin in die Precision Studios in Corpus Christi, um ihr selbstbetiteltes Debütalbum aufzunehmen, das im Dezember mit einer Auflage von 1.000 Stück erschien. Vor der Veröffentlichung hatte der Schlagzeuger Pena die Band verlassen und wurde kurz darauf durch Rick Ortiz ersetzt. Um das Album zu bewerben, folgten Auftritte in ganz Texas, unter anderem zusammen mit Toxic Holocaust, Rigor Mortis und Deceased... Anfang 2007 kam es zur Auflösung der Band.
Im Sommer 2013 fand sich die Band wieder zusammen, um Konzerte zu spielen.

## Stil
Madman von metal-rules.com bezeichnete die Band in seiner Rezension zum Debütalbum als Teil der „New Wave of Thrash Metal“, die den Old-School-Thrash-Metal wieder aufleben lassen will. Die Gruppe klinge dabei stark durch New Yorker Bands wie Overkill und Nuclear Assault und deutsche Vertreter wie Destruction zu Zeiten von Sentence of Death beeinflusst. Zudem konnte er leichte Crossover-Einflüsse heraushören. Die Musik sei eingängig, während die Instrumente mehr oder weniger anspruchsvoll gespielt werden würden. Der Gesang sei rau und leicht dem Death Metal angelehnt und beinhalte Screams, die Erinnerungen an Marcel „Schmier“ Schirmer und gelegentlich auch Tom Araya wachrufen würden.

## Diskografie
- 2002: Devotion to Violence (Demo, Eigenveröffentlichung)
- 2002: Mercyless Brutality (Demo, Eigenveröffentlichung)
- 2004: Live from the Riot (Live-Album, Final Punishment Records)
- 2005: Hammerwhore (Album, Witches Brew Records)